# Pampus punctatissimus
Pampus punctatissimus är en fiskart som först beskrevs av Temminck och Schlegel, 1845.  Pampus punctatissimus ingår i släktet Pampus och familjen Stromateidae. Inga underarter finns listade i Catalogue of Life.